# Kendall River, Queensland
Kendall River är ett vattendrag i Australien. Det ligger i delstaten Queensland, omkring 1 900 kilometer nordväst om delstatshuvudstaden Brisbane.
I omgivningarna runt Kendall River växer huvudsakligen savannskog. Trakten runt Kendall River är nära nog obefolkad, med mindre än två invånare per kvadratkilometer. Savannklimat råder i trakten. Genomsnittlig årsnederbörd är 1 681 millimeter. Den regnigaste månaden är februari, med i genomsnitt 466 mm nederbörd, och den torraste är augusti, med 1 mm nederbörd.